# Nationale Bewegung der Schweiz
Die Nationale Bewegung der Schweiz (NBS) war eine politische Partei der Schweiz und Teil der Frontenbewegung.

## Geschichte
Die NBS wurde im Juni 1940 gegründet. Ziel war es, eine Organisation zu schaffen, die das zersplitterte Frontenwesen wieder zusammenfassen und eine Einheitspartei gemäss deutschem Vorbild hervorbringen sollte.
Am 10. Oktober 1940 kam es in München unter der Leitung von Klaus Hügel zu einer Konferenz mit den Frontenführern Hans Oehler, Benno Schaeppi vom Bund treuer Eidgenossen nationalsozialistischer Weltanschauung (BTE), Ernst Burri, Arthur Leonhardt von der Schweizerischen Gesellschaft der Freunde einer autoritären Demokratie (SGAD) und Max Leo Keller von der NBS.
Es kam zu einer Auseinandersetzung zwischen Leonhardt und Keller über die Leitung der neuen Organisation. Zu dieser Zeit waren keine Mitglieder der Eidgenössischen Sozialen Arbeiterpartei (ESAP) anwesend.
Keller pflegte persönlichen Kontakt zu Rudolf Heß. Es gelang Keller, die anwesenden Parteifunktionäre der NSDAP davon zu überzeugen, ihn zu unterstützen, und er wurde als neuer Leiter der NBS eingesetzt. Man vereinbarte die Vereinigung des BTE und der ESAP mit der NBS.
Am 22. Oktober 1940 löste sich der BTE auf und ging in der NBS auf. Mit der Leitung wurden Alfred Zander, Ernst Hofmann und Max Leo Keller betraut. Das SS-Mitglied Klaus Hügel wurde von der NSDAP-Leitung damit beauftragt, die neue Organisation zu überwachen und, falls notwendig, einzugreifen.
Die NBS verfügte über 2224 Mitglieder, darunter war auch Wolf Wirz.
Am 10. September 1940 empfing der Bundespräsident Pilet-Golaz Vertreter der NBS zwecks «Orientierung über ihre politische Zielgebung», was von rechts bis links auf Missbilligung stiess. Nach Bekanntwerden der Parteistatuten der NBS verbot der schweizerische Bundesrat am 19. November 1940 die NBS. Das Verbot löste heftige deutsche Proteste gegen den Bundesrat und die Nationale Front aus.
Gemäss Weisungen aus Deutschland führte Dr. Ashton vom deutschen Konsulat in Zürich die NBS illegal weiter. Dazu wurde die NBS in verschiedene Ortsgruppen mit diversen Namen aufgesplittert, wie z. B. die Schweizerischen Sportschulen (SS), verschiedene Fechtbünde, die Soziale Volkspartei (SVP), den Bund Nationalistischer Schweizerstudenten, den Kampfbund Speer, die Eidgenössische Arbeiter- und Bauernpartei (EABP) und den National-Bernischen Sportverein (NBS).
Die Schweizerischen Sportschulen (SS) sollten als Vorläufer einer schweizerischen SS dienen und bei einem Einmarsch Deutschlands in die Schweiz Sabotageaktionen durchführen.
Am 10. Juni 1941 führte die Bundesanwaltschaft einen Schlag gegen die illegalen Aktivitäten der NBS. Keller wurde verhaftet. Aus Mangel an Beweisen wurde er auf Kaution freigelassen, worauf er im November 1941 die Schweiz in Richtung Deutschland verliess, wo er Direktor der Reichswerke Hermann Göring in Berlin und in Weimar wurde.
Am 24. August 1941 kam es zu einer Konferenz in Stuttgart unter Leitung von Klaus Hügel. Da man sich nicht einig wurde, gründeten Ernst Burri und Arthur Leonhardt daraufhin den Nationalsozialistischen Schweizerbund (NSSB).

## Politische Ausrichtung
Der NBS strebte einen Anschluss der Schweiz an das nationalsozialistische Deutsche Reich an. Vorbild war die NSDAP. Der NBS war antiliberal, antisemitisch und antibolschewistisch.
Die Mitglieder der NBS verpflichteten sich 10 Geboten, die stark an die 10 Gebote der NSDAP angelehnt waren:
1. Der Entscheid der obersten Führung ist endgültig.
2. Verletze nie die Disziplin.
3. Vergeude nie deine Zeit in Schwätzereien und selbstgefälliger Kritik, sondern fasse an und schaffe.
4. Sei stolz, aber nicht dünkelhaft.
5. Das Programm sei dir Gesetz, die Idee ein unantastbares Dogma.
6. Du bist Aushängeschild der Bewegung, darnach richte dein Betragen und Auftreten.
7. Übe treue Kameradschaft.
8. Im Kampfe sei zäh und verschwiegen! Mut ist nicht Rüpelhaftigkeit.
9. Recht ist, was der Bewegung und deinem Volke nützt.
10. Erkennst du diese Pflichten an, dann bist du wahrer Soldat deiner Idee.